# Ultradźwięki

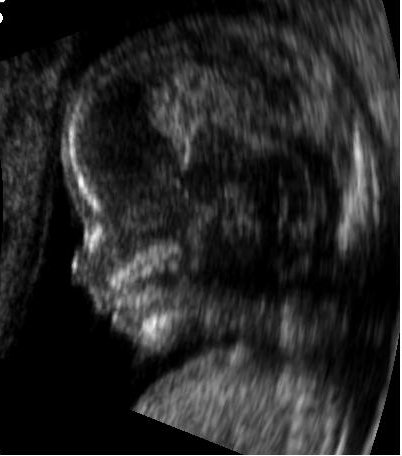
Sonogram płodu w 14 tygodniu ciąży.

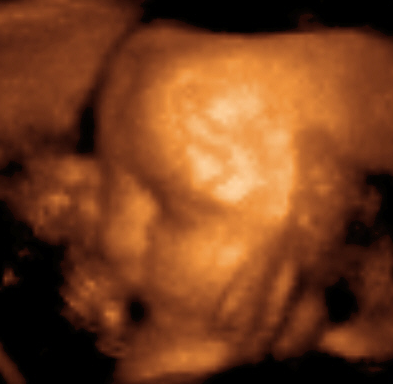
Płód w 29 tygodniu ciąży w ultrasonografii 3D.

Ultradźwięki, naddźwięki – fale dźwiękowe, których częstotliwość jest zbyt wysoka, aby usłyszał je człowiek. Za górną granicę słyszalnych częstotliwości, jednocześnie dolną granicę ultradźwięków, uważa się częstotliwość 20 kHz, choć dla wielu osób granica ta jest znacznie niższa. Za umowną, górną, granicę ultradźwięków przyjmuje się częstotliwość 1 GHz. Zaczyna się od niej zakres hiperdźwięków. Niektóre zwierzęta mogą emitować i słyszeć ultradźwięki, np. pies, szczur, delfin, wieloryb, chomik czy nietoperz.

## Zastosowania ultradźwięków
Ultradźwięki dzięki małej długości fali pozwalają na uzyskanie dokładnych obrazów przedmiotów. Urządzenie, które umożliwia obserwację głębin morskich to sonar. Jego zastosowanie to lokalizacja wszystkich obiektów zanurzonych w wodzie. Sonary wykorzystywano w okrętach podwodnych.
Ultradźwięki znajdują także zastosowanie w medycynie. Za pomocą urządzenia generującego i rejestrującego fale ultradźwiękowe (ultrasonograf) można uzyskać obraz narządów wewnętrznych. Fale dźwiękowe znalazły szerokie zastosowanie np. w stomatologii do tzw. skalingu, tj. ultradźwiękowego usuwania kamienia nazębnego.
Ultradźwięki pozwalają też na pomiar odległości przy pomocy dalmierza ultradźwiękowego, w zakresie od 1 do 10 m. Jeżeli wykorzysta się silne źródło ultradźwięków, to mogą one niszczyć, rozgrzewać niektóre materiały, co pozwala na obróbkę powierzchniową wytwarzanych przedmiotów (obróbka ultradźwiękowa). Wykorzystując je można również prowadzić nieniszczące badania właściwości materiałów i połączeń.
Ultradźwięki były też stosowane w pamięciach rtęciowych we wczesnych komputerach w latach pięćdziesiątych XX w.
Ultradźwięki mają zastosowanie również w zabiegach kosmetycznych w takich zabiegach jak peeling kawitacyjny i sonoforeza oraz w rehabilitacji medycznej w zabiegach fizykoterapeutycznych.
Ultradźwięki mogą mieć zastosowanie w produkcji żywności w wielu technologiach jako działanie pomocnicze lub główne. Istnieje wiele badań na temat ich korzystnego wpływu na proces, m.in. zmniejszenie zużycia energii, skrócenie czasu trwania, niższy spadek wartości odżywczych. Poniżej podano przykłady wykorzystania ultradźwięków i zalety w porównaniu do technologii klasycznych obecnie stosowanych.
| Zastosowanie                          | Metody konwencjonalne                                       | Mechanizm działania      | Zalety                                                                   | Przykłady produktów                              |
| ------------------------------------- | ----------------------------------------------------------- | ------------------------ | ------------------------------------------------------------------------ | ------------------------------------------------ |
| Gotowanie                             | Pieczenie, smażenie, gotowanie na parze                     | Przenikanie ciepła       | Skrócenie czasu, polepszenie przenikania ciepła i jakości produktu       | Mięso, warzywa                                   |
| Zamrażanie, krystalizacja             | Mrożenie                                                    | Przenikanie ciepła       | Skrócenie czasu, zmniejszenie wielkości kryształów, polepszenie dyfuzji, | Mięso, warzywa, owoce, produkty mleczne          |
| Suszenie                              | Suszenie przy użyciu gazu, suszenie rozpyłowe, liofilizacja | Przenikanie ciepła       | Skrócenie czasu, polepszenie jakości produktu                            | Owoce, warzywa                                   |
| Solenie, piklowanie, marynowanie      | Zalewanie solanką                                           | Wymiana masy             | Skrócenie czasu, polepszenie jakości produktu, zwiększenie stabilności   | Warzywa, mięso, ryby, ser                        |
| Odgazowywanie                         | Działanie mechaniczne                                       | Lokalne zmiany ciśnienia | Skrócenie czasu                                                          | Czekolada, produkty fermentowane (piwo, wino...) |
| Usuwanie zanieczyszczeń z powierzchni |                                                             | Wibracje                 | Skrócenie czasu                                                          | Gotowane produkty (ciasta...)                    |

## Ultradźwięki w naturze
Ultradźwięki są również wykorzystywane przez istoty żywe – wiele gatunków posługuje się nimi w celu echolokacji. Na przykład większość nietoperzy wytwarza ultradźwięki krtanią i emituje je przez pysk lub nos (rzadziej), wiele gatunków posiada również duże i bardzo sprawne uszy. Są one zdolne do wykrywania owadów latających w ciemnościach (ćmy). Niektóre owady bronią się przed atakiem nietoperza dzięki zdolności do detekcji pochodzących od niego ultradźwięków. Nietoperz tuż przed atakiem wysyła w kierunku ofiary specjalną skupioną wiązkę sygnałów echolokacyjnych, aby zwiększyć precyzję pomiaru odległości. Jeżeli owad usłyszy taki dźwięk, natychmiast składa skrzydła i spada na ziemię, dzięki czemu nietoperz nie może go już odnaleźć.
Ultradźwięki wykorzystują również walenie. Wieloryby używają ich do echolokacji w podobny sposób jak to się odbywa w technice morskiej. Dzięki temu mogą namierzać ławice ryb lub plankton. Najdoskonalszy zmysł echolokacji posiadają delfiny. Na ich głowach znajduje się rezonator pozwalający na generowanie precyzyjnie ukierunkowanego strumienia ultradźwięków. Jednocześnie ogromne mózgi delfinów są w stanie przetworzyć uzyskane w ten sposób dane w trójwymiarowy model otoczenia. Badania nad tymi ssakami wykazały, że poprzez ultradźwięki postrzegają one swoje środowisko z taką precyzją jak my widzimy nasz świat oczami odbierającymi światło. Jednak delfiny są w stanie nie tylko dostrzec wszystko wokół siebie, ale również mogą zajrzeć do wnętrza innych istot. Ssaki te wykorzystują swoje zdolności podczas polowania. Mogą odnaleźć ukryte pod piaskiem zwierzęta.

## Metody wytwarzania ultradźwięków
- mechaniczne – układy drgające (struny, płytki sprężyste, piszczałki). Wykorzystują one drgania samego tworzywa albo przepływ gazów czy cieczy. Typowe przykłady to syreny ultradźwiękowe i piszczałka Pohlmana-Janowskiego, wykorzystywana do wytwarzania rozmaitych emulsji w chemii i biotechnologii.
- termiczne – poprzez wyładowania elektryczne w płynach, poprzez ciągle lub impulsowe podnoszenie temperatury przewodników prądu.
- magnetostrykcja – zmiana długości rdzenia elektromagnesu pod wpływem zmiennego prądu przepuszczanego przez solenoid nawinięty na ten rdzeń.
- odwrócenie efektu piezoelektrycznego – polega na doprowadzeniu do przeciwległych płaszczyzn kryształu kwarcu lub innego minerału szybko zmiennego napięcia elektrycznego. Prowadzi to do rozszerzenia lub skurczenia płytki i do powstania drgań o odpowiedniej częstotliwości.
- optyczne – laserem można wytworzyć fale sprężyste w szerokim zakresie częstotliwości ultradźwiękowych aż do zakresu hiperdźwiękowego.